# Sens (physiologie)
Pour les articles homonymes, voir Sens.

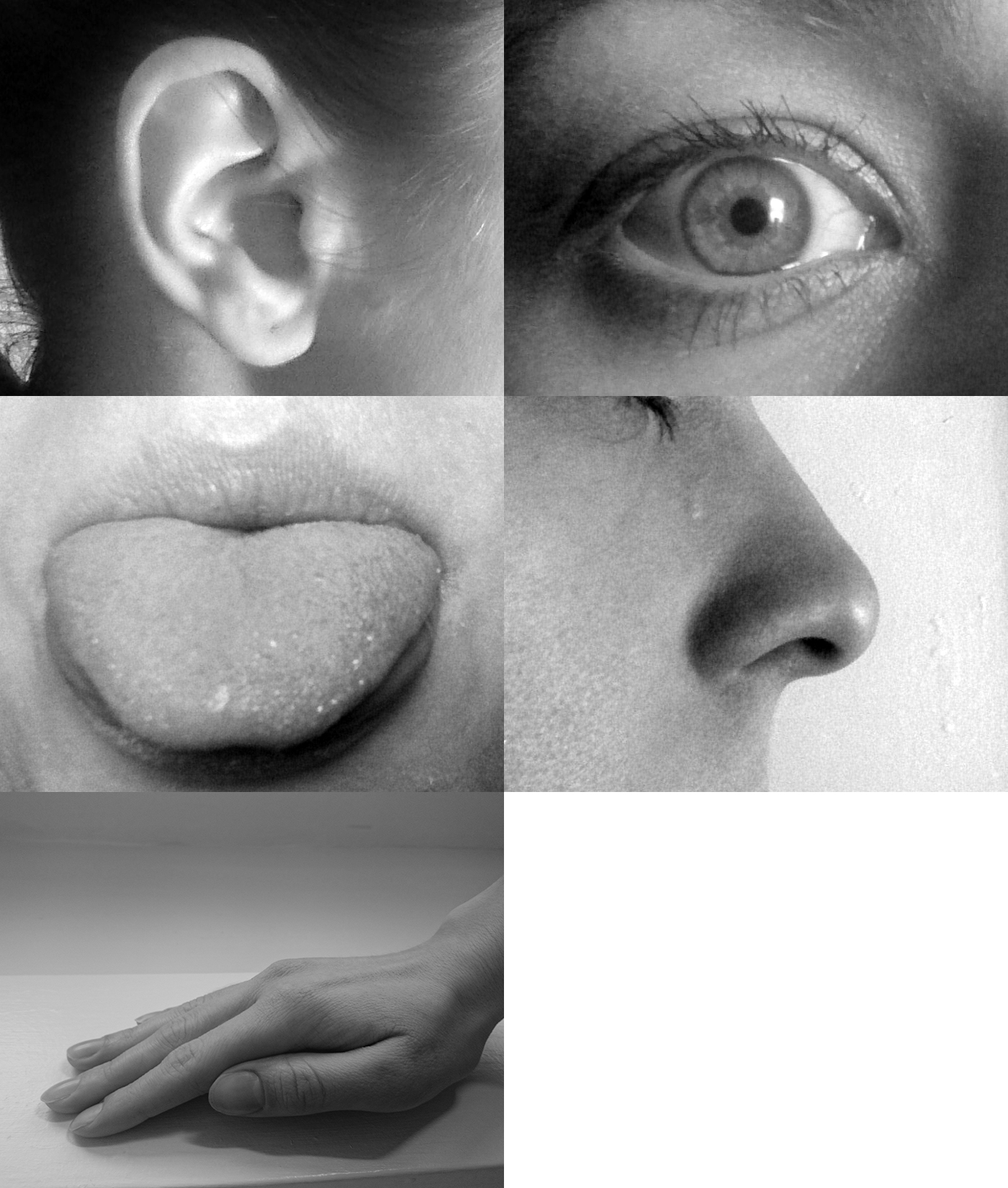
Les cinq sens d'après Aristote, représentés par leurs organes sensoriels inhérents : oreilles, yeux, langue, nez, peau.

Du point de vue de la physiologie, les sens, la sensorialité, sont les systèmes sensoriels de la perception. Leur fonctionnement, leur classification, et la théorie épistémologique qui soutient leur étude sont abordés par plusieurs disciplines, notamment en sciences cognitives (les neurosciences, la psychologie cognitive...) ainsi que les philosophies et études sociales ayant trait à la perception telle que l’anthropologie .
Longtemps, en Occident, à la suite d'Aristote, on a considéré que l'être humain possède cinq sens. Mais ce chiffre est maintenant souvent porté à sept :
1. système tactile, relatif aux informations de pression, de toucher, de température, de vibration ou de douleur ;
2. système visuel, relatif à la couleur, la forme, la distance ou l'intensité lumineuse ;
3. système auditif, qui localise les sons, différencie leur intensité, fréquence, et renseigne sur le rythme ;
4. système olfactif, relatif aux substances odorantes par voie directe (flairage) ou rétro-nasale (qui renseigne sur les saveurs) ;
5. système gustatif, qui discrimine des classes de substances chimiques (amer, acide, sucré, salé et umami) via des récepteurs linguaux ;
6. système vestibulaire, qui permet la perception du sens de la gravité, et l'ajustement des mouvements corporels et de leur vitesse ;
7. système proprioceptif (proprioception), relatif aux muscles, viscères, nerfs, articulations, pression sanguine, glycémie, faim, soif...

Outre la perte, l'hyper-développement ou la déficience de certains sens, des troubles complexes de la sensorialité (troubles du spectre autistique par exemple) peuvent être liés à un neuro-atypisme.

## Histoire

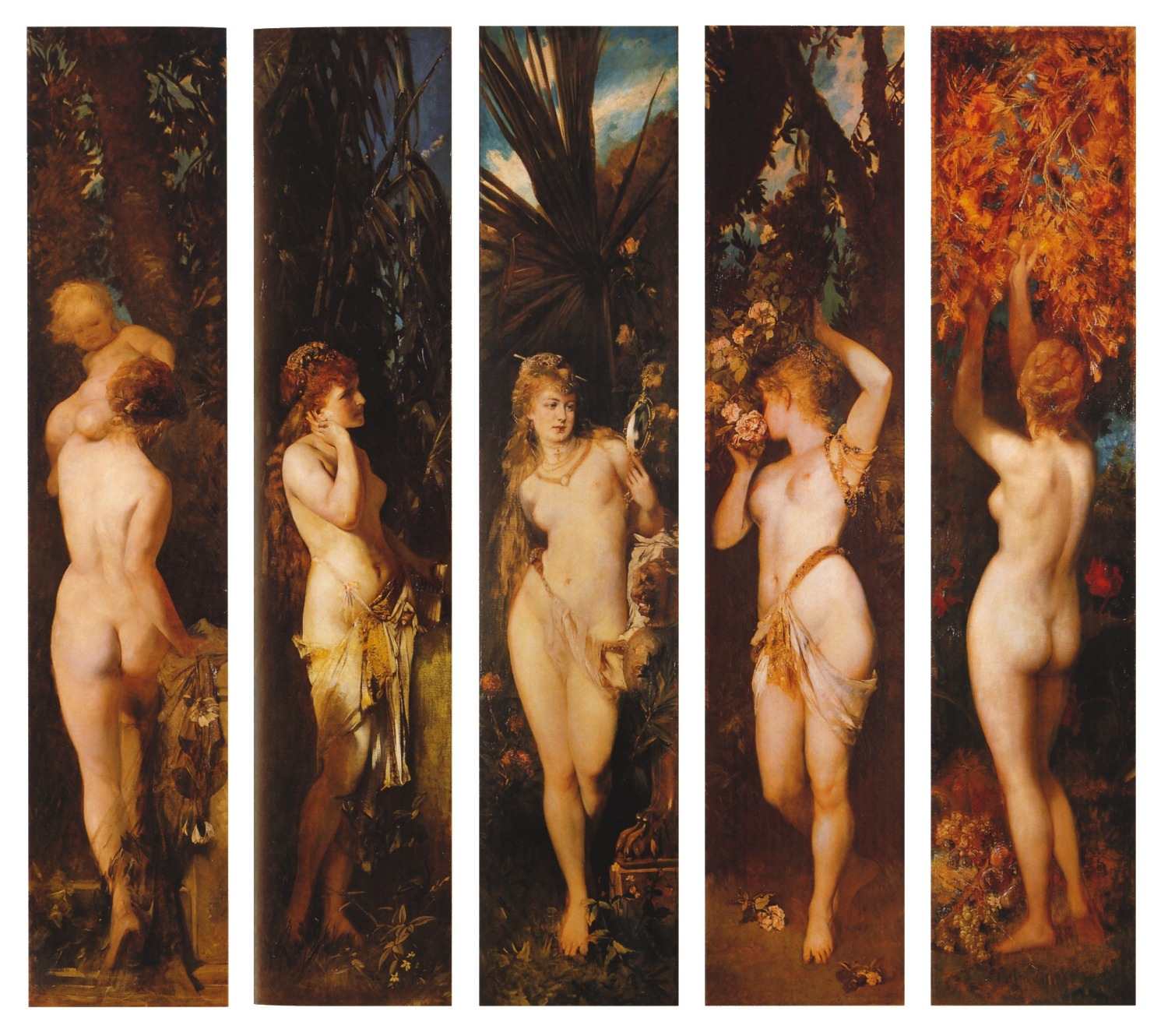
Les Cinq Sens (série), 1872–79, Hans Makart.

- Les Cinq Sens (série), 1872–79, Hans Makart.Les cinq sens, Aristote : la vue, l'odorat, le goût, l'ouïe et le toucher.
- Les chrétiens de l'Antiquité et du Moyen Âge, en particulier les théologiens, s'appuient sur les philosophes grecs et la tradition biblique pour inventer une manière de voir les cinq sens à travers le prisme du christianisme[1].

## Définition
La définition la plus largement admise, proposée par la physiologiste Bessa Vugo, est celle qui fait des sens un système de récepteurs, ou cellules sensitives, capable de capter et de traduire plusieurs formes d'énergie (stimuli) et de les transmettre au système nerveux central sous forme d'influx nerveux. Ces influx nerveux, les sensations proprement dites, sont alors interprétés par l'encéphale, ou son équivalent chez les espèces qui en sont dépourvues, pour en permettre la perception. L'influx nerveux est ensuite codé sous forme de potentiels d'actions et l'information transmise à des régions spécialisées du cerveau. Selon le type de stimulation, les centres de traitement du cerveau diffèrent. Il existe en effet une zone spécialisée dans le traitement des stimuli olfactifs, visuels, tactiles, etc.
Selon une définition plus large, l'utilisation des sens équivaut à une forme ou à une autre de communication non verbale et corporelle, selon ce qu'avance Gélard, ce qui amène à mieux comprendre les individus et les sociétés selon les manières dont ils mobilisent les leurs, puisque c'est entre autres par les sens que les humains mettent en ordre leur monde.

### Le nombre de sens chez l'humain
Il n'y a pas d'accord véritable des neurophysiologistes sur le nombre exact de sens chez l'humain et les autres animaux. La multiplicité des rapports entre le monde sensible et le monde intelligible explique les difficultés rencontrées dans la recherche d'une définition précise. Un décompte ancien et encore répandu (mais incomplet) ordonne l'accès au monde sensible par cinq sens : goût, odorat, ouïe, vue et toucher.
Mais il est admis que la perception sensorielle des animaux est en fait plus vaste. Pour les mammifères, dont l'humain, on peut citer l'équilibrioception (le sens de l'équilibre) perçu au moyen des trois canaux semi-circulaires de l'oreille interne, le sens de la proprioception qui nous signale la position relative des membres de notre corps (qui nous permet par exemple, sans utiliser le sens de la vue, d'amener notre index sur le bout du nez), le sens algique ou encore la thermoception.
Les pigeons ou les dauphins sont capables de percevoir les lignes du champ magnétique terrestre ou ses variations.
Une pseudo-science, la métapsychique, a proposé à différentes époques, un sixième sens qui permettrait la communication entre l'être vivant et d'autres êtres vivants, sans que soient connus les organes de perception, les énergies et mécanismes médiateurs, ou les organes effecteurs, à la source de ces phénomènes.
Mais le terme de sens peut revêtir deux aspects différents suivant que l’on soit en présence d'une communication immédiate (donc instinctive) ou médiate (donc rationnelle, scientifique). Malebranche rattachait le monde réel à la raison et le monde sensible à un monde illusoire et trompeur. Les sens ne sont pas uniquement des transducteurs permettant la mesure de paramètres. Toute vision réductionniste assimilant la perception à une configuration cérébrale semble donc illusoire. Les sens sont les voies de la perception, un lien reliant la conscience et l'organisme au monde extérieur et à ses organes et qui lui permet de reconnaître, grâce à l'interprétation donnée par la pensée et la connaissance, les informations qui, parmi l'ensemble de celles lui parvenant, pourraient lui être utiles.
Certaines cultures ne divisent pas leur perception du monde selon cinq sens, elles peuvent faire primer l’importance d’un sens sur un autre, et associer des valeurs individuelles et sociales différentes aux sens.

## Sens et empirisme
De par cette définition assez vaste, plusieurs sens peuvent être identifiés. L'inventaire de ces sens peut d'ores et déjà s'enclencher par la définition aristotélicienne retenant ces cinq sens. Aristote, en opposition avec Platon, décrivait l’apprentissage des règles qui gouvernent les rapports physiques des éléments entre eux, la construction des lois universelles, comme fondée sur nos sens. Cette école aristotélicienne sera à l'origine de la doctrine épistémologique de l'empirisme.

## Sens humains et non humains
Tous les animaux présentent des récepteurs sensoriels leur permettant de percevoir le monde autour d'eux, incluant plusieurs de ceux précités, valables pour les humains. Cependant, les mécanismes et capacités peuvent varier.
Par exemple, les chiens ont un sens de l'odorat plus fin que chez les humains, bien que le mécanisme mis en jeu soit le même. Les mites ont des récepteurs olfactifs sur leurs antennes, et des récepteurs aux vibrations sonores sur leurs ailes. Les cténophores ont un récepteur de l'équilibre (un statocyte) qui fonctionne très différemment des canaux semi-circulaires mammaliens. Les chauve-souris, les dauphins et d'autres mammifères ont des récepteurs permettant l'écho-location.

## Type de sens

### La réception d'énergie électromagnétique

#### Vision
La partie la plus importante de l'œil est le globe oculaire qui est le véritable organe de la vue. Le globe oculaire a la forme d'une sphère, et il est formé de trois couches de tissus superposées :
- la sclère ;
- la choroïde avec l'iris et la pupille, qui forment ensemble l'uvée ;
- la rétine où se trouvent les cellules nerveuses d'où part le nerf optique.

#### Électroperception
L'électroception (ou électroréception), le plus significatif des sens non humains, est la capacité à détecter les champs électriques. Beaucoup d'espèces de poissons, requins, raies, peuvent sentir des modifications du champ électrique dans leur proximité immédiate. Certains poissons sentent passivement des changements dans le champ électrique proche ; d'autres génèrent le leur, d'intensité faible, et peuvent sentir la répartition du potentiel sur leur surface corporelle ; d'autres encore utilisent ces capacités de génération et de sensation pour la communication sociale. Les mécanismes permettant la construction d'une représentation spatiale à partir d'infimes différences de potentiel impliquent la comparaison des temps de latence des pics en provenance de chacune des parties du corps.
Le seul ordre de mammifères connu pour présenter la faculté d'électroception est l'ordre des monotrèmes, parmi lesquels l'ornithorynque a le sens le plus développé.
Les humains (et probablement les autres mammifères) peuvent détecter les champs électriques indirectement, par le biais de l'effet qu'ils provoquent sur les poils. Par exemple, un ballon électriquement chargé exercera une force d'attraction sur des cheveux, ce qui peut être senti par le toucher, et être identifié comme provenant d'une charge électrique (et non du vent ou autre chose).

#### Magnétoception
La magnétoception est la capacité à détecter des variations de champ magnétique. Elle est couramment observée chez les oiseaux, c'est d'ailleurs ce même sens qui leur permettrait de s'orienter lors de leurs migrations à l'aide du champ magnétique terrestre. La magnétoception est également observée chez des insectes comme les abeilles ainsi que chez certains cétacés.
Une étude très controversée l’infère chez certains mammifères comme les bovidés : les vaches tendraient à orienter l'axe longitudinal de leur corps selon l'axe du magnétisme terrestre. Cette supposée constatation statistique concernerait aussi bien les vaches broutant que les vaches ruminant allongées. On aurait également fait cette constatation chez les cervidés. Ni le mécanisme, ni l'utilité, ni la preuve de ce comportement ne sont actuellement connus.

### Mécanoréception

#### Toucher
Le toucher fournit des informations par contact de la peau avec la surface des objets. La peau a deux couches, son épaisseur est de un à quatre millimètres selon les parties du corps. Elle est très élastique, ce qui lui permet une certaine plasticité. C'est par la peau que proviennent les sensations du toucher : tactile (reconnaissance de textures), ou même émotionnelle (sensualité...). La première couche superficielle de revêtement s'appelle « épiderme ». La deuxième couche est une partie profonde où se trouvent les terminaisons nerveuses, elle s'appelle « derme ».
Le toucher chez l'humain est le sens le plus fondamental qui apparaît vers le troisième mois de la vie utérine : la peau tactile est le premier-né des organes humains et le plus sensible.

#### Ouïe
L'ouïe ou l'audition est la capacité de percevoir des sons. Elle résulte de la propagation d'ondes longitudinales dans l'atmosphère émises dans une bande de fréquences allant de 20 à 20 000 hertz chez l'Homme (voire jusqu'à 24 000 hertz selon les personnes), puis reçues et adaptées par l'organe de l'audition, l'oreille. Le pavillon de l'oreille externe focalise et amplifie l'onde qui passe dans le conduit et met en vibration le tympan humain. Puis il est transmis par la chaîne d'osselets jusque dans l'oreille interne. Le son est transmis au cerveau par les cellules nerveuses à l'intérieur du limaçon (cochlée) et le nerf auditif (voir Nerf vestibulocochléaire). Il est ensuite analysé et interprété (cf. psychoacoustique).

#### Écholocalisation
Particulièrement développée chez certaines espèces animales telles que les chauves-souris et les cétacés, l'écholocalisation est la perception d'un environnement et la localisation d'obstacles à l'aide de l'ouïe, par l'analyse de la réflexion (ou échos) d'ondes sonores ou ultrasonores émises par le sujet.
Certains aveugles utilisent l'écholocalisation pour se déplacer dans leur environnement. Ils émettent des sons, que ce soit en tapant avec leur canne, en tapant du pied ou en produisant des clics avec leur bouche.

#### Proprioception
La proprioception est la perception du corps. C'est une perception à laquelle les gens ont fréquemment recours sans savoir qu'elle existe.
Plus facilement démontrée qu'expliquée, la proprioception est la perception « inconsciente » de l'endroit où se trouvent les différentes parties du corps, et ce à chaque instant (ceci peut être démontré à une personne en lui demandant d'effectuer un mouvement quelconque, comme celui de lever la main, alors qu'elle a les yeux fermés ; la personne en question aura, à chaque instant du mouvement effectué, la connaissance de l'endroit où se trouve la partie du corps déplacée, en l'occurrence sa main ; cette connaissance est permise par la proprioception, puisqu'en principe les autres sens ne peuvent être renseignés à son sujet). Le muscle strié est pourvu de deux organes perceptifs dédiés à la perception du tonus musculaire (ou toniception[réf. nécessaire], qui fait partie de la proprioception) : l’organe tendineux de Golgi et le fuseau neuro-musculaire dont le rôle est d’évaluer la tension du muscle dans lequel ils sont inclus.

#### Équilibrioception
Le sens de l'équilibre est principalement lié au système vestibulaire de l'oreille interne. Pour faire simple, les cellules réceptrices ont des cils situés dans une cavité remplie de liquide. Lorsque le liquide bouge sous l'effet d'un changement d'orientation de la tête ou sous l'effet d'une accélération, les cils bougent et les cellules transmettent un signal au système nerveux, renseignant sur les caractéristiques du mouvement.

### Chimioréception

#### Goût
La langue compte 3000 papilles gustatives formées de cellules spécialisées dans les saveurs de base : acide ou aigre, amer, gras, salé, sucré et umami. On croyait autrefois que chaque saveur disposait d'une partie de la langue qui lui aurait été réservée, toutefois des études ont démontré le contraire par application d'une goutte de substance salée ou sucrée au même endroit : le sujet parvenait à reconnaître la saveur quelle que soit la localisation de la goutte, la « cartographie des saveurs » est donc obsolète. Les cellules réceptrices captent les stimulations et transmettent au cerveau les signaux correspondants. Ce qui permet de ressentir le goût.

#### Odorat
Le nez est un organe très sensible qui est capable de percevoir des milliers d'odeurs. L'olfaction est le deuxième des sens après le goût à utiliser une réaction moléculaire donc « chimique ». Selon la théorie physiologique actuellement en vigueur, des configurations spécifiques combinant des centaines de cellules olfactives, sont amenées à réagir à une certaine particularité de la molécule odorante. Si on respire par la bouche, l'air passe directement dans la gorge et une toute petite partie arrive alors aux cellules olfactives. Ces cellules vont transmettre des impulsions informatives au nerf olfactif qui envoie un signal électrique au cerveau, lui permettant de reconnaître l'odeur par le système olfactif. Les neurones récepteurs olfactifs diffèrent des autres neurones en cela qu'ils meurent et se régénèrent à intervalles réguliers.

### Thermoception
La thermoception est le sens de perception de la chaleur et de l'absence de chaleur (froid) par la peau. C'est le premier sens non identifié explicitement par Aristote. En outre il existe des désaccords subsistant quant au nombre de sens consacrés à ce type de perception, étant donné le fait que les thermorécepteurs cutanés diffèrent sensiblement des thermorécepteurs homéostatiques qui permettent un rétrocontrôle de la température interne du corps.

### Réception polymodale
Le principal exemple de réception polymodale est la nociception : c'est la perception des stimulus lésionnels ou potentiellement lésionnels. Elle est associée à la douleur. Elle peut être regroupée en un à trois sens, ceci dépendant de la méthode de classification. Les trois types de nocicepteurs sont :
- les récepteurs cutanés au niveau de la peau ;
- les récepteurs somatiques au niveau des articulations et des os ;
- les récepteurs viscéraux au niveau des organes viscéraux.